# 쓰쓰이시역
쓰쓰이시역(일본어: 筒石駅, つついしえき)은 일본 니가타현 이토이가와시에 있는 에치고토키메키 철도의 철도역이다.

## 역 구조
역사는 지상에 있으나, 승강장은 전장 11,353 m의 구비키 터널 안에 있다. 승강장은 상대식 2면 2선 구조이며, 분기기와 절대 신호기가 없기 때문에 정류소로 취급되고 있다.

### 승강장
| 서쪽 | ■ 니혼카이 히스이 라인 | 나오에쓰 방면            |
| 동쪽 | ■ 니혼카이 히스이 라인 | 이토이가와 · 도마리 방면 |

## 역세권 정보
- 국도 제8호선

## 역사
- 1912년 12월 16일 - 일본국유철도 신에쓰 선 나다치역 ~ 이토이가와역 구간의 개통과 동시에 개업. 원래는 신에쓰 본선의 종착역이었다.
- 1913년 4월 1일 - 호쿠리쿠 본선 오미역 ~ 이토이가와 역 구간의 개통과 함께, 호쿠리쿠 본선으로 편입되었다.
- 1987년 4월 1일 - 민영화에 따라 서일본 여객철도의 소속이 되었다.
- 2015년 3월 14일 - 호쿠리쿠 신칸센의 연장 개통에 따라 에치고토키메키 철도로 소속이 이관되었다.

## 인접역
| 에치고토키메키 철도 ■ 니혼카이 히스이 라인 | 에치고토키메키 철도 ■ 니혼카이 히스이 라인 | 에치고토키메키 철도 ■ 니혼카이 히스이 라인 |
| ------------------------------------------ | ------------------------------------------ | ------------------------------------------ |
| 노 도마리 방면                             |                                            | 나다치 나오에쓰 방면                       |